# Mercatino Conca
Mercatino Conca je italská obec v provincii Pesaro a Urbino v oblasti Marche.
V roce 2013 zde žilo 1 112 obyvatel.

## Sousední obce
Auditore, Gemmano (RN), Monte Cerignone, Monte Grimano Terme, Sassocorvaro, Sassofeltrio, Tavoleto

## Vývoj počtu obyvatel
Zdroj: 